# C-Lock
C-Lock is een op RFID gebaseerd toegangscontrolesysteem dat in de jaren 90 van de vorige eeuw door het Nederlandse bedrijf DEA bv geïntroduceerd werd. De naam C-Lock staat voor Clever Lock en betreft een "slimme" manier om een deur te kunnen vergrendelen en ontgrendelen.
Met C-lock wordt met behulp van radiogolven een unieke code uit een elektronische sleutel gelezen kan worden door een RFID lezer.
Er zijn verschillende methoden om op basis van radiosignalen elektronische sleutels uit te lezen. C-Lock maakt gebruik van de 125 kHz frequentie ook wel lage frequentie genoemd.
Met name door de toepassing van deze frequentie en het gebruik van relatief kleine antennes wordt de afstand waarop een elektronische sleutel uitgelezen kan worden beperkt tot tussen den 8 en 15 centimeter. Voordeel hieraan is dat de communicatie niet op afstand door derden kan worden opgevangen. Nadeel is dat een elektronische sleutel altijd in de buurt van de RFID lezer gehouden moet worden.
In de elektronische sleutels van de C-Lock systemen worden HiTag-S chips toegepast in tegenstelling tot bijvoorbeeld de OV-chipkaart waarin Infineon chips worden gebruikt.